# Rue Saint-François-Xavier (Trois-Rivières)
Pour les articles homonymes, voir Rue Saint-François-Xavier et Saint-François-Xavier.
La rue Saint-François-Xavier est une voie de communication située à Trois-Rivières, en Mauricie, au Québec (Canada). Créée vers 1650, elle est avec les rues Saint-Jean, des Casernes, Saint-Louis, Saint-Pierre et des Ursulines, l'une des plus anciennes voie de Trois-Rivières.

## Situation et accès
Située au centre-ville de Trois-Rivières près de l'arrondissement historique, elle s'étend sur une distance de 2.4 km. La rue Saint-François-Xavier est accessible notamment via le Vieux-Trois-Rivières et par le boulevard du Saint-Maurice.

## Origine du nom
La rue Saint-François-Xavier doit son nom au missionnaire basque François Xavier (1506-1552), l'un des fondateurs de la Compagnie de Jésus.

## Historique
La rue Saint-François-Xavier est avec les rues Saint-Jean, des Casernes, Saint-Louis, Saint-Pierre et des Ursulines, l'une des plus anciennes voie de Trois-Rivières. 
À l'origine en 1650, la rue portait deux noms : la « rue Sainte-Anne » au sud de la rue Notre-Dame (maintenant la rue des Ursulines) et la « rue Saint-Michel » au nord de cette dernière. 
La rue Sainte-Anne changea son nom pour la rue Saint-Joseph vers 1660. 
Elle a porté le nom de Saint-François-d’Assise entre 1795 et 1825, fondateur des Récollets, avant de prendre son nom actuel. 
Sur un plan de 1860, elle est désignée sous le nom de rue Saint-James.
Elle n'a été qu'entre sa création et 1873 une courte rue entre la terrasse Turcotte et la rue Saint-Pierre. En 1873, lors de la confection du premier plan cadastral de Trois-Rivières, plusieurs grands propriétaires terriens, comme les Ursulines firent lotir leur domaine et ainsi réserver de l'espace pour l'établissement des rues Saint-François-Xavier, Saint-Charles (maintenant Hart), De Tonnancour et du Collège.
Sur le plan de l'atlas Hopkins de 1879, la rue Saint-François-Xavier atteint le niveau de la rue Charlevoix. 
En 1910, elle est prolongée jusqu'à la rue Saint-Maurice (maintenant boulevard du Saint-Maurice).

## Bâtiments remarquables et lieux de mémoire
La portion de la rue Saint-François-Xavier entre la terrasse Turcotte et la rue Saint-Pierre fait partie du site patrimonial de Trois-Rivières.
- Terrasse Turcotte
- Cimetière Saint-James
- Maison Philippe-Verrette
- Manège militaire de Trois-Rivières